# Ceratozamia whitelockiana
Ceratozamia whitelockiana är en kärlväxtart som beskrevs av Chemnick och T.J. Greg. Ceratozamia whitelockiana ingår i släktet Ceratozamia och familjen Zamiaceae. IUCN kategoriserar arten globalt som starkt hotad. Inga underarter finns listade i Catalogue of Life.